# 水木裸粉蝨
水木裸粉蝨（学名：Dialeurodes cornus）为粉蝨科裸粉蝨屬下的一个种。